# Zwolle-Bibel

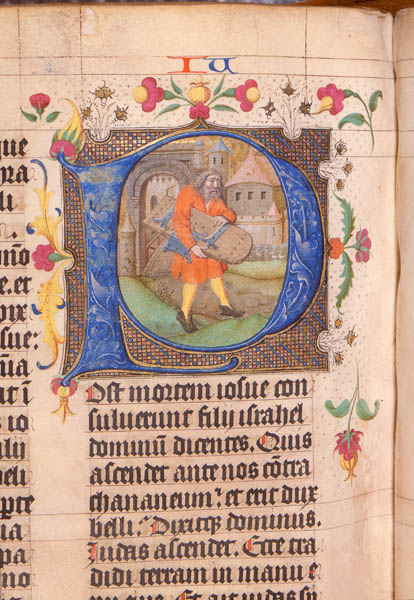
Seite der Zwolle-Bibel mit dem Anfang des Buches der Richter und einer Samson-Initiale

Die Zwolle-Bibel ist eine Abschrift der Bibel in Latein, die von Jacobus van Enckhuysen, Bibliothekar der Brüder vom gemeinsamen Leben in Zwolle in den Niederlanden von 1464 bis 1476 angefertigt wurde; in sechs Bänden ist auf mehr als 1700 Seiten aus Pergament in den Ausmaßen ca. 530 × 390 mm der Text der Vulgata wiedergegeben. Der Text wurde vom Meister der Zwolle-Bibel illustriert.

## Geschichte
Die Zwolle-Bibel wurde von Herman Droem, Dekan an der Marienkirche (niederländisch Mariakerk) in Utrecht bei den auch als Gregoriushuis bekannten Brüdern in Zwolle in Auftrag gegeben. Jacobus van Enckhuysen erstellte das Manuskript, dessen Text sich in großen Teilen mit Abschriften der Bibel durch den ebenfalls damals in Zwolle tätigen Thomas von Kempen deckt. Die Texterstellung folgte den Idealen der Devotio moderna.
Die Bibel wurde ab 1476 öffentlich in Utrecht zur Schau gestellt. Noch heute sind Graffiti zu sehen, die mittelalterliche Besucher auf den Seiten anbrachten. Auch entwendeten sie einige der prachtvollen Miniaturen durch Herausschneiden oder ganze Seiten durch Herausreißen.
Die Bibel ging 1811 in niederländischen Staatsbesitz über und wird seit ungefähr 1840 von der Bibliothek der Universität in Utrecht aufbewahrt. Einige der verlorenen Miniaturen wurden später aufgefunden und sind heute wieder mit der Abschrift vereint.